# おとわ丸
おとわ丸（おとわまる）は、関西汽船が徳島阪神フェリーで運航していたフェリー。

## 概要
四国ドックで建造され、1971年に就航した。
1995年1月17日、阪神・淡路大震災の発生により神戸航路が休止となった。
1998年4月5日、明石海峡大橋の開通により大阪航路も廃止され、引退した。
その後、海外売船され、インドネシアのでKMP.KUMALAとして就航している。

### 航路
徳島阪神フェリー
- 神戸港（東神戸フェリーセンター） - 徳島港
- 大阪南港 - 徳島港

## 設計
船体は4層構造で上部からA - D甲板と呼称されており、A甲板は操舵室、B甲板は旅客区画、C甲板は前方が乗組員区画、後方が車両搭載区画、D甲板は車両搭載区画となっていた。

## 船内

### 船室
- 一等室（15名・16名×8室） - 和室
- 二等室（699名）
- ドライバー室

### 設備
- 売店
- 浴室

## 事故・インシデント

### 岸壁への衝突
1993年10月22日、12時21分、神戸港から徳島港へ向かっていた本船は、徳島港の徳島阪神フェリー岸壁に着岸する際、速力が下がらず船首がほぼ直角に岸壁に衝突した。衝突により、船首部に破口を伴う凹損を生じ、岸壁が一部圧壊した。また、旅客7名が軽傷を負い、車両9台が軽微な損傷を受けた。事故原因は、着岸の際に速力が過大で後進を命じたところ、機関の操作が不適切で主機が停止したためであった。本船の主機は、軸回転数が60rpm以上のまま操縦ハンドルを後進に入れると主機が停止するおそれがあった。